# Bouze-lès-Beaune
Bouze-lès-Beaune település Franciaországban, Côte-d’Or megyében. Lakosainak száma 306 fő (2022. január 1.). Bouze-lès-Beaune Savigny-lès-Beaune, Pommard, Beaune, Bessey-en-Chaume, Mavilly-Mandelot és Nantoux községekkel határos.

## Népesség
A település népességének változása:
| Lakosok száma | 190  | 218  | 247  | 326  | 325  | 316  | 314  | 311  | 305  | 306  |
|               | 1968 | 1982 | 1990 | 2006 | 2013 | 2015 | 2017 | 2019 | 2020 | 2022 |